# 障害者郵便制度悪用事件
障害者郵便制度悪用事件（しょうがいしゃゆうびんせいど あくようじけん）とは、2009年に大阪地方検察庁特別捜査部が、自称障害者団体「凛の会（白山会）」が厚生労働省障害保健福祉部企画課が発行した障害者団体証明を利用し、障害者団体向けの郵便料金の割引制度である「心身障害者用低料第三種郵便物制度」を悪用し、約100億円単位の不正減免を受けていたことで、障害者団体・厚生労働省・ダイレクトメール印刷・通販大手「ウイルコ」・広告代理店「新生企業」「博報堂エルグ」・大手家電量販店「ベスト電器」・日本郵便支店長等の各関係者らが摘発された法人税法違反・郵便法違反・虚偽有印公文書作成事件。
事件で被告人とされた者のうち郵便法違反の障害団体郵便料金減免制度悪用について、同制度利用郵便の93%を占めていた自称障害者団体「凛の会」会長の倉沢邦夫と、「凛の会」発起人であり幹部である河野克史らは有罪判決を受けた。ただし、偽の障害者団体に厚生労働省障害保健福祉部企画課が障害者団体証明公文書を発行した虚偽有印公文書作成事件については、部下へ指示した共犯として誤認起訴されていた厚生労働省元局長・村木厚子（発行時:障害保健福祉部企画課長）だけでなく、郵便法違反で有罪判決を受けた倉沢邦夫、河野克史ら「凛の会」幹部も、村木元局長の部下である元厚生労働省障害保健福祉部企画課係長が2004年6月に単独で「凛の会」を障害者団体と認める公的証明書を偽造したと主張したため、同罪では彼以外は無罪となった。元厚生労働省障害保健福祉部企画課係長には、懲役1年執行猶予3年（求刑懲役1年6月）の有罪判決が下された。
その後、村木を共犯として起訴したことが、「大阪地検特捜部主任検事証拠改ざん事件」に発展し、本事件の担当主任検事であった前田恒彦、および上司の元特捜部長・大坪弘道、元特捜部副部長・佐賀元明（いずれも当時の役職）の検事3人による、本事件での職務遂行が犯罪の疑いをかけられ、逆に最高検察庁に被疑者として逮捕されるという極めて異例の事態になった。

## 事件の概要
事件のポイントは、以下のものがある。
1. 複数の団体による心身障害者用低料第三種郵便物制度の悪用
2. その内の一団体がおこした障害者団体としての虚偽の内容の公文書発行
3. 前記一団体の捜査中におこった冤罪といわれる事件、すなわち検察による強引な取り調べと証拠の改竄による起訴

なお、この(3)は本来は「郵便制度悪用」とは無関係であるが、一体の事件として扱われることがあり、本記事でも述べる。

### 事件名
この事件はメディアにより、
郵便不正事件、
郵便割引不正事件、
障害者郵便制度悪用事件、
郵便割引制度悪用事件、障害者団体向け郵便割引制度悪用事件
など、様々な名称で呼ばれている。

### 事件の背景
郵政省当時の1976年に発足し、日本郵政公社を経て郵便事業株式会社に引き継がれた郵便制度として、第三種郵便という一定の要件をそなえた低料金の定期刊行物の内でも、発行人が心身障害者団体であること等の証明を得た場合、さらに低料金の郵便料金が適用される「心身障害者用低料第三種郵便物」の制度がある。例えば、本事件当時、重量200gの書籍はゆうメールだと210円、単なる第三種郵便の月刊誌では84円のところが心身障害者用の月刊誌であれば30円である。このため、本来この扱いを受けないダイレクトメールを虚偽の申請により心身障害者用低料第三種郵便物と認定させることは、正規の郵便料金との差額を不法にまぬかれることで、郵便法第84条に違反する。

### 郵便法違反事件
障害者団体とされる「凛の会」（白山会に改称）や「健康フォーラム」が、2006年～2008年ころ、ベスト電器、紳士服販売店、健康食品通販会社などのダイレクトメールを障害者団体の定期刊行物と装い、「心身障害者用低料第三種郵便物」として低価格で違法に発送して、通常のゆうメールの料金との差額（商品広告や商品販売を主たる目的とし、無料で発行されるダイレクトメールやカタログは第三種郵便物としての認可はない）を数十億円単位で不正に免れたとされる郵便法違反事件である。
大阪地検特捜部が公表した捜査結果では、障害者団体6団体の定期刊行物を装い、11社の広告主のダイレクトメール約3180万通が違法に発送され、正規料金との差額・約37億5000万円を免れたとして、広告主、団体、広告代理店の関係者らが逮捕・起訴された。

### 虚偽公文書発行事件
凛の会の場合、心身障害者用低料第三種郵便物として発送するために必要な障害者団体の証明に、厚生労働省発行の証明書が使用されており、虚偽公文書作成罪及び同行使罪も問題となった。この点に関して、文書を実際に作成した厚生労働省の元障害保健福祉部企画課予算係長だけでなく、文書の発行権限を持っていた元障害保健福祉部企画課長（逮捕時は現職局長）であった村木厚子が、大阪地方検察庁特別捜査部によって逮捕・起訴された。
証明書の作成権限のあった村木の指示については、大阪地方裁判所の刑事裁判において関係者の多くが否定しており、裁判の争点となった。村木の大阪地裁判決では、指示は認められないとして無罪が言い渡された。この無罪判決は、大阪地方検察庁が控訴を断念したため、2010年9月21日に確定判決となった。
村木の無罪判決確定を受け、2010年10月20日の元係長の公判において、検察官は、虚偽有印公文書作成罪及び虚偽公文書行使罪から有印公文書偽造罪及び偽造公文書行使罪に訴因変更する請求を行った。
虚偽公文書作成罪は、文書作成権限がある者が虚偽の文書を作成する犯罪である。係長には、証明書を独断で作成できる権限が無かったため、虚偽公文書作成罪が成立するためには、作成権限がある人物の指示を受け、共謀して作成していたことが必要である。
村木が無罪となり、元係長の単独の犯罪となれば、虚偽公文書作成罪は成立しないため、そのままでは凛の会元会長、凛の会発起人、元係長の3人とも虚偽公文書作成罪および同行使罪では無罪となる。そのため、訴因変更により公文書偽造罪および偽造公文書行使罪に変更する手続を行った。
凛の会元会長の裁判では、公文書偽造罪および偽造公文書行使罪への訴因変更を裁判所は認めず、無罪が確定した。一方で、凛の会発起人と元係長の公判では、公文書偽造罪および偽造公文書行使罪への訴因変更を裁判所は認めている。

## 事件の影響

### 郵便物取扱数
- 心身障害者用低料第三種郵便物の審査が厳格になった。
- 郵便事業会社の発表によると、事件に関係した障害者団体が郵便物の発送を行わなくなったこともあり、2009年2月の割引制度を利用した郵便物の取扱数が前年同月比93%減となった[7]。
- もともと第三種郵便は「有料で8割以上の購読者がいる」ことが条件であるが、本来の障害者団体中には、特定の難病に関するものでこの条件をクリアできない定期刊行物を出しているところがあり、審査が厳格になったために低料の扱いを受けられなくなるところが出てきた。そこで、日本難病・疾病団体協議会は郵便法を改正し、身体障害者低料第三種郵便制度において啓蒙的な役割を果たす定期刊行物を含める要望を2010年5月に国会へ提出した[30]。

### 検察の証拠偽造事件
2010年9月21日に朝日新聞は朝刊の1面で、本事件の証拠物件であるフロッピーディスクの内容が改竄されていたことをスクープした。最高検は刑事部検事・長谷川充弘を主任とする7人の検事のチームで直接捜査を開始し、同日夜、大阪地検特捜部検事で本事件の元主任検事・前田恒彦を証拠隠滅の疑いで逮捕した。また、同年10月1日には大阪地検元特捜部長・大坪弘道及び大阪地検元特捜部副部長・佐賀元明を犯人隠匿の疑いで逮捕した。これを受けて、管轄上級庁である大阪高等検察庁検事長・柳俊夫が陳謝した。

### 検察の取り調べメモ破棄問題
取り調べを担当した6人の検察官（林谷浩二、國井弘樹及び遠藤裕介の各検事並びに坂口英雄、高橋和男及び牧野善憲の各副検事）が、2009年2月から2010年3月にかけて取り調べの際のメモを破棄していた問題。
村木の裁判では、取り調べメモを「取り調べのメモは、取り調べ時の状況を認定するについての有用な資料」とする一方で、破棄自体は直ちに違法ではないとしたが、検察側に有利な捜査供述と被疑者側に有利な公判証言が出てそれぞれ食い違った際に、被疑者側が「被疑者ノート」など公判証言を支える補強証拠を出してきた場合、検察側が作成した検察官面前調書を補強する証拠がない場合は、被疑者ノートを重視して被疑者に有利に判断するとした。
なお報道によれば、取り調べメモについては、最高裁判所が2007年12月、警察官の備忘録について「個人的メモの域を超えた公文書」として証拠開示の対象になるとの判断を示したため、最高検察庁は2008年7月及び10月に、同庁刑事部長名で取り調べメモの取り扱いについて各地検に通知し、取り調べ状況が将来争いになる可能性があると捜査担当検事が判断した場合は、取り調べメモを公判担当検事に引き継ぐことや、公判担当検事は取り調べメモを一定期間保管することを求めていたため、取り調べメモの廃棄は最高検の通知に反するものだったとされる。
6人の検察官は証拠隠滅罪で、監督責任のある検察幹部10人は犯人隠避罪でそれぞれ告発され、検察は16人を不起訴処分としたが、2011年10月29日に検察審査会は不起訴不当の議決をした。

### 脅迫的な取り調べの疑い・最高裁による検証
2010年10月7日、大阪地検特捜部検事を務めていた上田敏晴が、本事件の被告人である新生企業元取締役に対し、脅迫的な取り調べをした疑いがあるとして、大阪地方裁判所は証拠採用請求されていた供述調書のうち、上田が作成した12通を却下した。これを受けて翌10月8日に最高検で次長検事・伊藤鉄男が会見を開き「批判される面があっても仕方がないのかなと思う」と述べ、検証を行うことを明らかにした。

## 時系列
- 2008年10月6日 - “大手印刷会社”が「低料第3種郵便物」割引制度（郵便の障害者割引）を不正利用してダイレクトメールを大量に発送していたことを朝日新聞が報じる[40][41]。
- 2008年10月から12月 - 郵便事業株式会社が「心身障害者団体の利用状況（差出通数）等」の調査を行い、「心身障害者用低料第三種郵便物の不適正利用に関する報告書」を12月24日に総務大臣に提出[42]
- 2009年2月26日 - 大阪地検特捜部が、広告会社新生企業の社長らを逮捕[43][44][45]。
- 2009年4月16日 - 大阪地検特捜部が、大手家電量販店など広告主や凛の会の関係者を逮捕[46][47][48][49][50]。
- 2009年5月26日 - 大阪地検特捜部が、厚生労働省の係長上村勉、郵便事業株式会社関係者を逮捕[51]。
- 2009年6月8日 - 大阪区検察庁が、郵便法違反で郵便事業会社新大阪支店長、同新東京支店総務主任、健康食品通販会社取締役営業本部長を略式起訴し、同日、大阪簡易裁判所が罰金の略式命令。
- 2009年6月14日 - 大阪地検特捜部が、厚生労働省雇用均等・児童家庭局長（不正当時社会・援護局障害保健福祉部企画課長）であった村木を逮捕[52][53]。
- 2009年6月15日 - 大阪地検特捜部が、厚生労働省などで捜索・差押。
- 2009年6月27日 - 大阪地検特捜部が、紳士服販売会社営業企画部長と紙製品販売会社九州支店長を略式起訴し、同日、大阪簡裁が罰金100万円の略式命令。
- 2009年8月 - 健康フォーラム元代表、家電量販会社元販売促進部長、広告代理店元執行役員に、罰金刑の判決。
- 2010年3月17日 - 凛の会会長・倉沢邦夫に、郵便法違反で有罪判決。
- 2010年4月27日 - 凛の会主要メンバーに、郵便法違反は有罪、公文書偽造は無罪の判決。
- 2010年5月11日 - 凛の会発起人・河野克史に、郵便法違反・公文書偽造ともに有罪の判決。被告側は控訴。
- 2010年9月10日 - 大阪地方裁判所が村木厚子に無罪判決。
- 2010年9月21日
  - 主任検事・前田恒彦が証拠隠滅容疑で最高検察庁刑事部の検事・長谷川充弘に逮捕され、自宅官舎及び大阪地方検察庁の執務室が捜索を受ける。
  - 大阪地方検察庁の上訴権放棄により、村木厚子の無罪判決が確定判決となった。
- 2010年9月22日 - 村木厚子が厚生労働省に登庁し、復職の正式辞令を受ける。
- 2010年10月1日 - 当時の特捜部長・大坪弘道、副部長・佐賀元明が最高検察庁検事に逮捕される。前田に指示し上申書等を修正させ、検事正など上司に故意の改竄を知らせなかった犯人隠避容疑。また、第176回国会においては浅野貴博から「郵便割引制度不正事件に係る大阪地方検察庁特別捜査部主任検事の証拠改竄等に関する質問主意書」が質問第八号として提出[54]。
- 2010年10月7日 - 本事件の被告人である新生企業元取締役の公判で、法務省刑事局刑事課参事官代理検事・上田敏晴が大阪地検特捜部検事を務めていた際に作成された被告人の供述調書12通について脅迫的な取り調べがあったとして、検察官の証拠採用請求に対し大阪地方裁判所が却下決定[38]。
- 2010年10月8日 - 最高検察庁が上田の脅迫的取り調べについて検証を開始[39]。
- 2010年10月11日
  - 午前、法務大臣柳田稔が前田恒彦を懲戒免職処分[55]。
  - 午後、最高検察庁検事が、前田恒彦を大阪地方裁判所に起訴[55]。
- 2010年10月20日 - 元係長の公判において、検察官が、有印公文書偽造罪及び同行使罪に訴因変更請求[28]。
- 2010年10月21日
  - 同日付で、法務大臣が、大坪と佐賀を懲戒免職、大阪地検検事正・小林敬、大阪高検次席検事・玉井英章及び大阪地検検事・國井弘樹を減給、京都地検検事正・太田茂を戒告、次長検事・伊藤鉄男を大臣訓令に基づく検事総長訓告の処分をそれぞれ行う[56]。
  - 午後、最高検が、大坪と佐賀を大阪地方裁判所に起訴（両名は全面否認）[56]。
  - 午後5時、検事総長・大林宏が謝罪会見を開催[57]。
- 2010年10月22日
  - 同日付で、内閣が、福岡高等検察庁検事長・三浦正晴を減給処分[58]。
  - 処分を受けて、三浦、小林、玉井が依願退官[59][60]。
- 2010年11月
  - 懲戒を受けた國井が捜査現場から外され法務省法務総合研究所教官に、捜査指揮をした当時の大阪地検特捜部副部長・田中素子が名古屋地方検察庁特別捜査部長から大阪地検交通部長に、改竄報告を受けながら公判を継続した大阪地検公判部長・谷岡賀美が大阪高等検察庁検事に、それぞれ異動させる人事が内定した[61][62]。
  - 市民団体「健全な法治国家のために声をあげる市民の会」が前田を特別公務員職権乱用罪で刑事告発[63]。
- 2010年11月30日 - 大阪地裁が伸正（当時・新生企業）、同社社長、同社元取締役に有罪判決[64]。
- 2010年12月24日 - 事件の調査報告に関して、元大阪地検公判部長で大阪高検検事・谷岡賀美と元大阪地検検事で法務省法務総合研究所教官・國井弘樹を戒告処分。
- 2010年12月27日 - 村木が「特捜部の違法な逮捕・起訴で精神的苦痛を受けた」として国家賠償を求めて提訴[65]。同日、事件の責任を取って大林宏検事総長が依願退官（後任は笠間治雄東京高等検察庁検事長）[66]。
- 2011年2月25日 - 大阪高裁（湯川哲嗣裁判長）は倉沢について、郵便法違反のみ有罪とした一審・大阪地裁の判決を支持、検察側の控訴を棄却[67]。
- 2011年3月10日 - 大阪高検、郵便法違反のみ有罪となった倉沢について上告断念。
- 2011年7月15日 - 大阪高裁（森岡安広裁判長）は伸正（当時・新生企業）、同社社長、同社元取締役に対し、一審の判決を支持、控訴を棄却する判決[68]。
- 2011年10月13日 - 大阪地裁（中川博之裁判長）がウィルコの元会長と元執行役員に罰金刑の判決を言い渡した[69]。
- 2011年10月17日 - 国、村木の請求の一部に対し認諾（主訴内容を全部認め、一切争わないとする法廷手続き）を表明[70]。
- 2012年1月23日 - 大阪地裁（中川博之裁判長）が元係長に対して懲役1年、執行猶予3年の有罪判決を言い渡した[71][72]。
- 2012年3月22日 - 凛の会の河野に対し大阪高裁で無罪判決[73]。
- 2012年3月26日 - 大阪高等検察庁、河野についても最高裁への上告を断念し、無罪判決が確定した[74]。事件は終結。
- 2017年10月 - 大坪弘道元大阪地検特捜部長が大阪弁護士会に弁護士登録を申請。しかし、2018年1月、これを取り下げた[75]。

## 刑事裁判

### 障害者団体関係者
凛の会元会長・倉沢邦夫
郵便法違反の罪と虚偽有印公文書作成・同行使罪に問われる。郵便法違反の起訴内容は認めたが、虚偽有印公文書作成については、「証明書の作成過程を知らなかった」と否認。
2010年4月27日、大阪地裁（横田信之裁判長）は虚偽有印公文書作成・同行使罪については無罪、郵便法違反で罰金540万円の判決を言い渡した。5月10日、大阪地検は判決を不服として大阪高裁に控訴した。検察側は訴因変更を申し立てたが大阪高裁は却下した。
2011年2月25日、大阪高裁（湯川哲嗣裁判長）は一審・大阪地裁の判決を支持して検察側の控訴を棄却した。2011年3月、大阪高検は上告を断念したため、虚偽有印公文書作成・同行使罪に対する無罪判決が確定した。
凛の会会長
2009年10月14日、大阪地裁（横田信之裁判長）は「制度の趣旨を踏み躙り、高額の料金を免れた利欲的な動機に酌むべき点はない」として懲役1年・執行猶予3年、罰金3240万円の判決を言い渡した。
2010年3月17日、大阪高裁（湯川哲嗣裁判長）は一審判決を破棄して懲役1年、執行猶予3年、罰金3210万円の判決を言い渡した（罰金の減額は、一部併合罪とした第1審判決には法令適用の誤りがあり、包括一罪であるとしたため）。
2010年6月23日、最高裁第一小法廷（金築誠志裁判長）が被告人の上告を棄却する決定をしたため、二審・大阪高裁の判決が確定した。
凛の会発起人（元会員）河野克史
郵便法違反の罪と虚偽有印公文書偽造・同行使罪に問われる。大阪地裁での第1審では、起訴事実を認め、供述調書の証拠採用も争わなかった。そのため、検察官主張のとおり事実が認められた。
2010年5月11日、大阪地裁（横田信之裁判長）は懲役1年6月、偽証明書没収、執行猶予3年の有罪判決を言い渡した。しかし、判決後一転して、事実誤認を理由に大阪高裁に控訴した。村木元局長が無罪となったことから、検察側は当初の起訴容疑だった虚偽有印公文書作成・同行使罪から有印公文書偽造罪及び同行使罪に訴因変更を申し立て、認められた。
2012年3月22日、大阪高裁（的場純男裁判長）は「（一審が認めた）共謀関係は認められない」として一審判決を破棄、無罪判決を言い渡した。この判決に対し、大阪高検が上告を断念したため、無罪判決が確定。
健康フォーラム元代表
2009年8月13日、大阪地裁（横田信之裁判長）で初公判が開かれ、罪状認否で起訴事実を認めた。検察側は「自らの利益のみを考え、制度を利用した」として罰金1650万円を求刑して即日結審した。
2009年8月26日、大阪地裁（横田信之裁判長）は「制度の趣旨を踏み躙った反社会的で悪質な犯行」として求刑通り罰金1650万円の判決を言い渡した。

### 厚生労働省
雇用均等・児童家庭局長（当時障害保健福祉部企画課長）・村木厚子
虚偽有印公文書作成・同行使罪に問われたが、捜査段階から全面否認。
2010年1月27日、大阪地裁（横田信之裁判長）で初公判が開かれ、罪状認否で「私は無罪です。証明書発行には一切関わっていません」と述べて起訴事実を全面否認、無罪を主張した。
2010年6月22日、論告求刑公判が開かれ、検察官は「被告の関与は明らか」として懲役1年6月を求刑した。
2010年6月29日、最終弁論が開かれ、弁護人は「検察ストーリーが成り立たないことは明白。被告は違法・不当な捜査の犠牲者だ」と大阪地検特捜部の批判をした上で無罪を主張して結審した。裁判中、証人が供述調書を否定するなど、関係者のアリバイの裏付け捜査のずさんさが発覚し、大阪地裁は供述調書のほとんどを証拠書類として不採用とする決定をした。
2010年9月10日、大阪地裁（横田信之裁判長）は「元係長が、村木被告の指示で証明書を作成した事実は認められない」として無罪判決を言い渡した。検察側は上訴権を放棄し、無罪が確定した。なお、上村の有罪確定後、上司としての責任を問われ、厚生労働省から訓告の懲戒処分を受けている。
当時障害保健福祉部企画課施設管理室予算係係長・上村勉
有印公文書偽造罪・同行使罪に問われる。虚偽の証明書を作成した事実は認めたが、捜査段階の供述とは異なり、独断の行為として村木元局長の指示・共謀を否定した。村木元局長が無罪となったことから、検察側は当初の起訴容疑だった虚偽有印公文書作成・同行使罪から有印公文書偽造罪及び同行使罪への訴因変更を申し立て、認められた。検察官は懲役1年6月を求刑する一方、弁護人は免訴または公訴棄却を求めて結審。
2012年1月23日、大阪地裁（中川博之裁判長）は「検事による重大な違法行為はあったが、公判打ち切りしかない場合には該当しない」として懲役1年、執行猶予3年の有罪判決を言い渡した。被告・検察側ともに控訴せず、有罪判決が確定。執行猶予付きの懲役刑が確定したことで、国家公務員法に基づき、2012年2月7日に失職。

### DM代理店関係者
広告代理店・博報堂エルグ元執行役員
2009年8月7日、大阪簡裁（三浦正信裁判官）は罰金600万円（求刑：罰金690万円）の判決を言い渡した。
広告代理店・ペン株式会社 社長
郵便法違反の罪に問われ、2009年6月26日、大阪簡裁に在宅起訴。
印刷・通販会社・ウイルコ元会長（当時会長）
郵便法違反の罪に問われ、2009年5月6日・5月28日・6月26日に、大阪地裁に起訴・追起訴。違法性の意識を否認し、前田元検事作成の検察官面前調書の任意性を争ったために、公判前整理手続が2年間と長期化。
2011年10月13日、大阪地裁（中川博之裁判長）は「福祉向上を目的とした趣旨を踏み躙り、悪質だ」として罰金4980万円（求刑：罰金5010万円）の判決を言い渡した。
印刷・通販会社・ウイルコ元執行役員（当時執行役員）
郵便法違反の罪に問われ、2009年5月6日に大阪地裁に起訴。違法性の意識を否認し、前田元検事作成の検察官面前調書の任意性を争ったために、公判前整理手続きが2年間と長期化。
2011年10月13日、大阪地裁（中川博之裁判長）は「福祉向上を目的とした趣旨を踏み躙り、悪質だ」として求刑通り罰金150万円の判決を言い渡した。
広告代理店・新生企業（法人）
2010年11月30日、大阪地裁（横田信之裁判長）は求刑通り罰金1000万円の判決を言い渡した。
2011年7月15日、大阪高裁（森岡安広裁判長）は一審・大阪地裁の判決を支持、控訴を棄却した。
広告代理店・新生企業（現・伸正）社長
郵便法違反、法人税法違反、覚醒剤取締法違反、大麻取締法違反の罪に問われ、2009年3月18日・5月6日・6月26日に、大阪地裁に起訴・追起訴。
2010年11月30日、大阪地裁（横田信之裁判長）は懲役2年6月・執行猶予5年、罰金6000万円（求刑：懲役2年6月、罰金6400万円）の有罪判決を言い渡した。
2011年7月15日、大阪高裁（森岡安広裁判長）は一審・大阪地裁の判決を支持、控訴を棄却した。
広告代理店・新生企業元取締役
郵便法違反、法人税法違反の罪に問われ、2009年3月18日・5月6日・6月26日に、大阪地裁に起訴・追起訴。
2010年11月30日、大阪地裁（横田信之裁判長）は懲役1年2月・執行猶予5年、罰金6000万円の（求刑：懲役2年、罰金6400万円）の有罪判決を言い渡した。
2011年7月15日、大阪高裁（森岡安広裁判長）は一審・大阪地裁の判決を支持、控訴を棄却した。

### DM発行会社関係者
大手家電量販会社・ベスト電器元販売促進部長
2009年8月7日、大阪簡裁（三浦正信裁判官）は罰金300万円（求刑：罰金390万円）の判決を言い渡した。
健康食品通販会社・キューサイ取締役営業本部長
2009年6月8日、大阪簡裁は罰金90万円の略式命令を出した。
紳士服販売会社・フタタ営業企画部長
2009年6月26日、大阪簡裁は罰金100万円の略式命令を出した。
紙製品販売会社・伊藤忠紙パルプ九州支店長
2009年6月26日、大阪簡裁は罰金100万円の略式命令を出した。

### 郵便事業株式会社関係者
新大阪支店長
2009年6月8日、大阪簡裁は罰金100万円の略式命令を出した。
新東京支店総務主任
2009年6月8日、大阪簡裁は罰金70万円の略式命令を出した。

## 民事訴訟

### 村木厚子・元厚労省局長の損害賠償
刑事事件で無罪判決を受けた村木は2010年12月27日、「特捜部の違法な逮捕・起訴で精神的苦痛を受けた」などとして、国、元特捜部長、元検事（当時主任検事）および当時の担当検事の4者を相手に約4100万円の損害賠償を求めて、東京地方裁判所に民事訴訟（国家賠償請求訴訟）を提訴した。
2011年3月28日の第1回口頭弁論期日では、元特捜部長、元検事および検事の個人3名は請求棄却を求めたものの、国は何をもって違法性を主張しているか不明であるとして答弁および事実の認否を留保した。
2011年10月17日の第4回口頭弁論期日で国は休職中の給与分など約3770万円の損害賠償請求については請求の認諾をし、大阪地方検察庁が村木が事件に関与した旨の関係者の供述内容を報道機関へ捜査情報をリークしたことによって村木が事件に関与したとする記事が出て精神的苦痛を受けた慰謝料など330万円の損害賠償請求については棄却を求める主張をした。
2012年12月21日、東京地裁（堀内明裁判長）は情報漏洩をしたと目される大阪地検の職員が特定されておらず、当該職員が情報を漏洩した時期、態様、及び目的等について具体的な事実を認定するに足りる的確な証拠がなく、供述調書の作成から新聞記事が出るまでに1週間以上たっていることから「地検職員以外が情報を提供した可能性を否定できない」として、地検以外の事件関係者も供述内容を知り得たとして330万円の損害賠償請求を棄却した。
2013年4月10日、東京高裁（原優裁判長）は「情報漏洩の具体的事実を示す証拠はない」として一審・東京地裁の判決を支持、原告側の控訴を棄却した。

### 凛の会元会長・倉沢邦夫に対する損害賠償
また凛の会元会長の倉沢邦夫は制度を悪用して郵便料金を免れていた約3億5300万円の損害賠償を求める民事訴訟を日本郵便から提訴された。 
2013年9月20日、東京地裁（小野洋一裁判長）は「元会長の関与は明らか」として倉沢に全額の賠償を命じる判決を言い渡した。

## 事件の反応
この一連の事件中の「検察の証拠偽造事件」に対して、法務大臣・平岡秀夫は2011年11月4日の閣議後会見で、この事件が冤罪に当たるかどうかについて「有罪判決を受けていないという点では、冤罪とはならないのではないか」と回答した。これに先立って政府は閣議で「法令上の用語ではなく、政府として定義について特定の見解を有しておらず、特定の事件が冤罪か否かについても見解を有していない」とした。その後の会見で、同大臣は冤罪とは無実の者が有罪判決を受けるものだと解釈していると釈明した。

## 関連書籍
- 「私は負けない　『郵便不正事件』はこうして作られた」 （村木 厚子、著、中央公論新社、2013年10月24日）
- 「日本型組織の病を考える (角川新書)」（村木 厚子、著、KADOKAWA 、2018年8月10日)
- 「私は無実です　検察と闘った厚労省官僚村木厚子の445日」（今西憲之、著, 週刊朝日取材班、著、朝日新聞出版、2010年9月7日 )
- 「増補版 国策捜査 暴走する特捜検察と餌食にされた人たち (角川文庫) 」（青木 理 、著、角川書店、2013年11月22日）